# SC 미란델라
SC 미란델라(Sport Clube de Mirandela)는 포르투갈 북동부(Trás-os-Montes 지역)의 미란델라를 연고로 하는 포르투갈 축구단이다.

## 선수 명단

### 현역
참고: FIFA 자격 규정에 따라 소속된 국가대표팀 국기를 표시합니다. 선수는 복수의 FIFA 비회원국 국적을 가지고 있을 수 있습니다.
| 번호 | 포지션 | 국적       | 이름              |
| ---- | ------ | ---------- | ----------------- |
| 5    | MF     | 나이지리아 | 사이두 무사       |
| 7    | FW     |            | 엔조 페트레토     |
| 14   | FW     |            | 자이우송          |
| 18   | FW     | 기니비사우 | 이부 마네         |
| 21   | MF     |            | 루이스 마이아     |
| 24   | DF     |            | 지안루카 구델리스 |

| 번호 | 포지션 | 국적 | 이름 |
| ---- | ------ | ---- | ---- |